# تعلقه گهوتکی
تعلقه گهوتکی (به انگلیسی: Ghotki Taluka) یک تعلقه یا تحصیل در پاکستان است که در ایالت سند واقع شده‌است.